# L'Oiseau d'or (bande dessinée)
Pour les articles homonymes, voir L'Oiseau d'or (homonymie).
 (avril 2018).
L'Oiseau d'or est une bande dessinée adaptée d'un conte des frères Grimm.
- Scénario, dessins et couleurs : Cécile Chicault

## Publication

### Éditeurs
- Delcourt (Collection Jeunesse) (2006)  (ISBN 2-7560-0245-3)